# Dalibor Stevanovič
Dalibor Stevanovič (Lubiana, 27 settembre 1984) è un allenatore di calcio ed ex calciatore sloveno, di ruolo centrocampista, tecnico ad interim dello Stade Lausanne-Ouchy.

## Carriera

### Club

#### Servette
Il 22 giugno 2017 il Servette annuncia di aver firmato un contratto di due anni con il calciatore. Fa il suo esordio ufficiale il 16 settembre in occasione della partita di Coppa Svizzera contro il Lucerna subentrando a Boris Cespedes durante il secondo tempo. 4 giorni dopo, esordisce anche in campionato, sostituendo Steven Lang in occasione della gara contro il Neuchatel Xamax. Il 21 ottobre, segna la sua prima rete per la squadra ginevrina in occasione della partita casalinga contro il Rapperswil.